# إد تشيركوفيتش
أدولف تشيركوفيتش (بالإنجليزية: Ed Czerkiewicz)‏ الشهير باسم إد تشيركوفيتش (8 يوليو 1912 - تاريخ الوفاة غير معلوم) لاعب كرة قدم أمريكي ذو أصول بولندية راحل كان يجيد اللعب في خط الدفاع.
لعب طوال مسيرته الرياضية في أندية باوتاكيت رانجرز (1933-1935) نيويورك أميريكانز (1935-1936) بروكلين سانت ماريز سيلتيك (1936-1941) باوتاكيت (1941).
مثل منتخب الولايات المتحدة في مباراتين (1934). شارك مع منتخب الولايات المتحدة في بطولة كأس العالم 1934 في إيطاليا حيث خرج من الدور الثمن النهائي.

## وصلات خارجية
- إد تشيركوفيتش على موقع الاتحاد الدولي (مؤرشف)  (الإنجليزية)
- إد تشيركوفيتش على موقع قاعدة بيانات كرة القدم.إي يو (الإنجليزية)
- إد تشيركوفيتش على موقع ناشيونال فوتبول تيمز (الإنجليزية)
- إد تشيركوفيتش على موقع Soccerway.com (الإنجليزية)
- إد تشيركوفيتش على موقع عالم كرة القدم.نت (الإنجليزية)

- هذا سيرة ذاتية